# وادي الدواسر
وادي الدواسر هو أحد أودية شبه الجزيرة العربية، ويقع في منطقة الرياض بالمملكة العربية السعودية، يبلغ طول الوادي 350 كم تقريبا ومتوسط انحداره 0,8 م / كم. ينبع من مجمع أودية الفرشة وتثليث، ويصب في وادي الغر شرق السليل. من أهم روافده وادي الفرشة، ووادي تثليث.